# 大往生
『大往生』（だいおうじょう）は、永六輔著のエッセイ。岩波新書より1994年3月22日に刊行された。「老い」「病い」「死」についてまざまなお年寄りの生の言葉を集めて語録集として綴り、200万部を超えるベストセラーとなった。第2弾となる『二度目の大往生』（にどめのだいおうじょう）が岩波新書から1995年10月20日に刊行されている。
およびそれを原作としたテレビドラマである。

## 概要
初刊:岩波書店〈岩波新書〉1994年3月22日、ISBN 4-00-430329-X
老い・病・死について語られた様々な言葉を集めた名言集である。

その言葉は、全国を旅する永が出逢った、有名無名全てを含めた各地の様々な人々からの言葉である。

累計200万部の大ヒット作品となり、続編「二度目の大往生」も刊行された。

### 怒りの途中退場事件
「大往生」の大ヒットの最中に起こったお騒がせ事件であった。後年、永が「徹子の部屋」に出演した際、事件の一連の顛末を話していた。
永に、テレビ朝日のワイドショー番組「こんにちは2時」から出演のオファーがあった。「発売から3ヶ月以内での、著者のテレビ出演は本の宣伝になってしまうのでやるべきではない」との考えである永は「『大往生』の名前を使わなければ構わない」と返答し出演のオファーを受けた。

そして出演・放映当日、新聞の番組表での番組サブタイトルには「永六輔・大往生、死に方教えます!」と載っていた。これでは本の宣伝になってしまうと考えた永はスタッフに抗議。本番前の話し合いの結果「冒頭部で『新聞に掲載されている内容と異なる』旨をアナウンスする」ということで話がまとまった。

そして生放送が始まったが、番組冒頭部で『新聞に掲載されている内容と異なる』旨のアナウンスはされなかった。フォーマット通りに番組は進行し、ようやく永の出演の出番となったが、本番前の話し合いの約束を破られたと思った永は、出番の冒頭部で「皆さんでやってください。僕失礼します。」と言って席を立ち、生放送中のスタジオを去っていった。そして番組は、永のいないまま進行していった。

## 書誌情報
- 大往生（1994年3月22日、岩波新書、ISBN 978-4-00-430329-9）
- 二度目の大往生（1995年10月20日、岩波新書、ISBN 978-4-00-430410-4）

## テレビドラマ
NHK-BS2の「BS日曜ドラマ」で、1996年4月7日から同年5月12日まで放送されたテレビドラマである。地上波では総合テレビで、1997年6月25日から同年7月30日に放映された。

### キャスト
- 中山晴吉：森繁久彌
- 中山友康：柄本明
- 中山郁子：竹下景子
- 中山奈々実：持田真樹
- 基清：植木等
- 末代：内海桂子
- 小夜子：倍賞美津子
- 倉江：淡路恵子
- 杢造：大滝秀治
- 玉枝：三崎千恵子
- 樹木希林
- 浜中常道：藤岡琢也
- 樫山文枝
- 高橋洋介
- 徳一：田代まさし
- 槙世：角替和枝
- 錠：鮫島立一
- 智彦：沢木洋介

### スタッフ
- 原作：永六輔『大往生』（岩波新書）
- 脚本：中島丈博
- 演出：深町幸男
- プロデューサー：近藤晋
- 音楽：福井峻
- 主題歌：杏里「楽園をみつけた朝」（歌・作曲：杏里、作詞：森雪之丞）
- 制作：総合ビジョン、NHKエンタープライズ21
- 制作・著作：NHK

### 放送日程
1. 第1回：梅酒
2. 第2回：もう、いやだ
3. 第3回：オールド・ブラック・ジョー
4. 第4回：ダンディ気質（かたぎ）
5. 第5回：老いの華
6. 第6回：死ぬことと生きることと

| NHK 水曜ドラマの花束 | NHK 水曜ドラマの花束 | NHK 水曜ドラマの花束 |
| 前番組               | 番組名               | 次番組               |
| -------------------- | -------------------- | -------------------- |
| 新・花へんろ         | 大往生               | 父帰る               |

## その他
藤田傳（劇団1980の主宰者）監督の映画『大往生』（1998年）は、本作品を下地にしたといわれる。